# Cirò Marina
Cirò  Marina község (comune) Calabria régiójában, Crotone megyében.

## Fekvése
A megye északkeleti részén fekszik, a Jón-tenger partján. Területére esik az Alice-fok. Határai: Cirò és Melissa.

## Története
1952-ig Cirò része volt.

## Népessége
A népesség számának alakulása:

## Főbb látnivalói
- Palazzo Siciliani
- Palazzo Porti
- Palazzo Marchese Terranova
- Palazzo Caparra
- San Michele-templom
- Santa Croce-templom
- San Nicodemo Abate-templom
- San Francesco di Paola-templom
- San Cataldo-templom
- Santa Lucia-kápolna
- Sant’Antonio-templom
- az Alice-fok világítótornya